# Lil Nas X-diszkográfia
Lil Nas X amerikai rapper karrierje során egy stúdióalbumot, egy középlemezt, tizenegy kislemezt és egy mixtape-et adott ki. Old Town Road című kislemeze 2019 elején nagy sikernek örvendett és világszerte listavezető volt, ugyanabban az évben már gyémánt minősítést kapott az Amerikai Hanglemezgyártók Szövetségétől (RIAA). Debütáló középlemeze, a 7 2019-ben jelent meg a Columbia Records kiadón keresztül, amelyről kiadtak két kislemezt, a Paninit és a Rodeot. Debütáló stúdióalbuma, a Montero 2021-ben jelent meg, olyan kislemezekkel, mint a listavezető Montero (Call Me By Your Name), illetve a Sun Goes Down és a szintén első helyezett Industry Baby, Jack Harlow-val.

## Stúdióalbumok
| Cím     | Részletek                                                                                       | Slágerlista | Slágerlista | Slágerlista | Slágerlista | Slágerlista | Slágerlista | Slágerlista | Slágerlista | Slágerlista | Slágerlista | Minősítések |
| Cím     | Részletek                                                                                       | US          | AUS         | CAN         | FRA         | IRE         | NOR         | NZ          | SWE         | SWI         | UK          | Minősítések |
| ------- | ----------------------------------------------------------------------------------------------- | ----------- | ----------- | ----------- | ----------- | ----------- | ----------- | ----------- | ----------- | ----------- | ----------- | --- |
| Montero | - Megjelent: 2021. szeptember 17. - Kiadó: Columbia - Formátumok: digitális letöltés, streaming | 2           | 1           | 2           | 6           | 1           | 1           | 1           | 1           | 6           | 2           | - ARIA:Aranylemez - BPI:Ezüstlemez - FIMI:Aranylemez - GLF:Aranylemez - IFPI DAN:Aranylemez - IFPI NOR:Platinalemez - IFPI SWI:Platinalemez - MC: 2× Platinalemez - RIAA:Platinalemez - RMNZ:Aranylemez - SNEP:Aranylemez - ZPAV:Aranylemez |

## Középlemezek
| Cím | Részletek                                                                                 | Legjobb helyezés | Legjobb helyezés | Legjobb helyezés | Legjobb helyezés | Legjobb helyezés | Legjobb helyezés | Legjobb helyezés | Legjobb helyezés | Legjobb helyezés | Legjobb helyezés | Eladások               | Minősítések |
| Cím | Részletek                                                                                 | US               | AUS              | AUT              | CAN              | DEN              | FRA              | IRE              | NZ               | SWE              | UK               | Eladások               | Minősítések |
| --- | ----------------------------------------------------------------------------------------- | ---------------- | ---------------- | ---------------- | ---------------- | ---------------- | ---------------- | ---------------- | ---------------- | ---------------- | ---------------- | ---------------------- | --- |
| 7   | - Megjelent: 2019. június 21. - Kiadó: Columbia - Formátum: Digitális letöltés, streaming | 2                | 5                | 72               | 1                | 9                | 15               | 11               | 5                | 10               | 23               | - US: 4000 - CAN: 1000 | - AMP:Aranylemez - BRA: 3× Platinalemez - IFPI DAN:Aranylemez - IFPI NOR:Platinalemez - IFPI SWI:Platinalemez - MC: 2× Platinalemez - RIAA: 2× Platinalemez - RIAS:Aranylemez - RMNZ:Aranylemez - SNEP:Aranylemez |

## Mixtape-ek
| Cím      | Részletek                                                                                             |
| -------- | --- |
| Nasarati | - Megjelent: 2018. július 24. - Kiadó: előadó által kiadott - Formátum: Digitális letöltés, streaming |

## Kislemezek
| Cím                                                               | Évszám | Legjobb helyezés | Legjobb helyezés | Legjobb helyezés | Legjobb helyezés | Legjobb helyezés | Legjobb helyezés | Legjobb helyezés | Legjobb helyezés | Legjobb helyezés | Legjobb helyezés | Legjobb helyezés | Minősítések | Album                  |
| Cím                                                               | Évszám | US               | AUS              | CAN              | DEN              | FRA              | HUN              | IRE              | NOR              | NZ               | SWI              | UK               | Minősítések | Album                  |
| ----------------------------------------------------------------- | ------ | ---------------- | ---------------- | ---------------- | ---------------- | ---------------- | ---------------- | ---------------- | ---------------- | ---------------- | ---------------- | ---------------- | --- | ---------------------- |
| Old Town Road (szóló vagy remix Billy Ray Cyrus közreműködésével) | 2018   | 1                | 1                | 1                | 1                | 1                | 1                | 1                | 1                | 1                | 1                | 1                | - AFP: 4× Platinalemez - ARIA: 15× Platinalemez - AMP:Gyémántlemez +Platinalemez +Aranylemez - BEA: 4× Platinalemez - BPI: 4× Platinalemez - BRA: 3× Gyémántlemez - BVMI:Gyémántlemez - ESP:Aranylemez - FIMI: 2× Platinalemez - GLF: 2× Platinalemez - IFPI AUS: 3× Platinalemez - IFPI DAN: 2× Platinalemez - IFPI NOR: 4× Platinalemez - IFPI SWI: 5× Platinalemez - MC:Gyémántlemez - NVPI: 3× Platinalemez - RIAA: 16× Platinalemez - RMNZ: 4× Platinalemez - SNEP:Gyémántlemez - ZPAV:Gyémántlemez | 7                      |
| Panini                                                            | 2019   | 5                | 15               | 9                | 28               | 93               | —                | 18               | 28               | 14               | 43               | 23               | - AFP:Platinalemez - AMP:Aranylemez - ARIA: 3× Platinalemez - BEA:Aranylemez - BPI:Platinalemez - BRA:Gyémántlemez - FIMI:Aranylemez - IFPI DAN:Aranylemez - IFPI NOR:Platinalemez - IFPI SWI:Aranylemez - MC: 6× Platinalemez - RIAA: 6× Platinalemez - RMNZ:Aranylemez - SNEP:Aranylemez - ZPAV:Platinalemez | 7                      |
| Rodeo (Cardi B vagy Nas közreműködésével)                         | 2020   | 22               | 72               | 44               | —                | 111              | —                | 35               | —                | —                | 82               | 55               | - ARIA:Aranylemez - BRA: 2× Platinalemez - RIAA: 2× Platinalemez - MC: 2× Platinalemez - ZPAV:Aranylemez | 7                      |
| Holiday                                                           | 2020   | 37               | 42               | 27               | —                | 70               | 20               | 18               | 10               | —                | 26               | 23               | - AFP:Platinalemez - ARIA:Platinalemez - BPI:Ezüstlemez - BEA:Aranylemez - BRA: 2× Platinalemez - GLF:Aranylemez - IFPI GRE:Aranylemez - IFPI NOR:Platinalemez - IFPI SWI:Aranylemez - MC:Aranylemez - RIAA:Platinalemez - ZPAV:Aranylemez | nem jelent meg albumon |
| Montero (Call Me By Your Name)                                    | 2021   | 1                | 1                | 1                | 2                | 1                | 3                | 1                | 1                | 2                | 2                | 1                | - AFP: 4× Platinalemez - AMP:Platinalemez +Aranylemez - ARIA: 5× Platinalemez - BEA:Aranylemez - BPI: 2× Platinalemez - BVMI:Platinalemez - BRA: 2× Gyémántlemez - ESP: 2× Platinalemez - FIMI: 2× Platinalemez - GLF:Platinalemez - IFPI AUS:Platinalemez - IFPI DEN:Platinalemez - IFPI GRE: 2× Platinalemez - IFPI NOR: 2× Platinalemez - IFPI SWI: 3× Platinalemez - MC: 7× Platinalemez - RIAA: 5× Platinalemez - RMNZ: 2× Platinalemez - SNEP:Gyémántlemez - ZPAV:Platinalemez                     | Montero                |
| Sun Goes Down                                                     | 2021   | 66               | 82               | 41               | —                | —                | —                | 35               | —                | —                | 85               | 42               | - MC:Aranylemez | Montero                |
| Industry Baby (Jack Harlow közreműködésével)                      | 2021   | 1                | 5                | 3                | 4                | 6                | 11               | 5                | 3                | 3                | 4                | 5                | - AFP: 3× Platinalemez - AMP:Platinalemez - ARIA: 6× Platinalemez - BEA:Platinalemez - BPI:Platinalemez - BVMI:Aranylemez - ESP:Platinalemez - FIMI: 2× Platinalemez - IFPI DAN:Platinalemez - IFPI NOR:Platinalemez - IFPI SWI: 2× Platinalemez - MC: 7× Platinalemez - RIAA: 5× Platinalemez - RMNZ: 2× Platinalemez - SNEP:Gyémántlemez - ZPAV:Aranylemez | Montero                |
| Thats What I Want                                                 | 2021   | 10               | 7                | 5                | 8                | 39               | 25               | 3                | 7                | 6                | 13               | 10               | - AFP:Platinalemez - ARIA: 3× Platinalemez - BEA:Aranylemez - BPI:Aranylemez - PROM:Aranylemez - FIMI:Platinalemez - GLF:Aranylemez - IFPI DEN:Aranylemez - IFPI GRE:Aranylemez - IFPI NOR:Aranylemez - IFPI SWI:Platinalemez - MC: 4× Platinalemez - RIAA:Platinalemez - RMNZ: 2× Platinalemez - SNEP:Aranylemez | Montero                |
| Lost in the Citadel                                               | 2022   | 90               | —                | 76               | —                | —                | —                | —                | —                | —                | —                |                  | | Montero                |
| Late to da Party (YoungBoy Never Broke Again közreműködésével)    | 2022   | 67               | 54               | 42               | —                | —                | —                | 83               | —                | —                | —                | —                | | Nincs albumon          |
| Star Walkin’                                                      | 2022   | —                | —                | —                | —                | —                | —                | —                | —                | —                | —                | —                | | Ismeretlen             |

## Egyéb slágerlistán szereplő dalok
| Cím                                                     | Évszám | Legjobb helyezés | Legjobb helyezés | Legjobb helyezés | Legjobb helyezés | Legjobb helyezés | Legjobb helyezés | Legjobb helyezés | Legjobb helyezés | Album   |
| Cím                                                     | Évszám | US               | US R&B/HH        | US Rock          | CAN              | FRA              | NZ Hot           | SWE Heat         | Global 200       | Album   |
| ------------------------------------------------------- | ------ | ---------------- | ---------------- | ---------------- | ---------------- | ---------------- | ---------------- | ---------------- | ---------------- | ------- |
| F9mily (You & Me)                                       | 2019   | —                | —                | 6                | —                | —                | 34               | —                | —                | 7       |
| Kick It                                                 | 2019   | —                | —                | —                | —                | —                | 33               | —                | —                | 7       |
| Bring U Down (Ryan Tedder közreműködésével)             | 2019   | —                | —                | 7                | —                | —                | —                | —                | —                | 7       |
| C7osure (You Like)                                      | 2019   | —                | —                | —                | —                | —                | 27               | —                | —                | 7       |
| Dead Right Now                                          | 2021   | 72               | 34               | —                | 57               | 153              | —                | —                | 54               | Montero |
| Scoop (Doja Cat közreműködésével)                       | 2021   | 42               | 13               | —                | 41               | 135              | 5                | 4                | 36               | Montero |
| One of Me (Elton John közreműködésével)                 | 2021   | 88               | —                | —                | 71               | 187              | —                | —                | 79               | Montero |
| Dolla Sign Slime (Megan Thee Stallion közreműködésével) | 2021   | 47               | 17               | —                | 43               | 178              | —                | —                | 43               | Montero |
| Tales of Dominica                                       | 2021   | 86               | —                | —                | 63               | 134              | —                | —                | 73               | Montero |
| Void                                                    | 2021   | —                | —                | —                | —                | —                | —                | —                | 141              | Montero |
| Dont Want It                                            | 2021   | —                | —                | —                | 89               | —                | —                | —                | 106              | Montero |
| Life After Salem                                        | 2021   | —                | —                | 10               | —                | —                | —                | —                | 183              | Montero |
| Am I Dreaming (Miley Cyrus közreműködésével)            | 2021   | 97               | —                | —                | 80               | —                | —                | —                | 89               | Montero |

## Videóklipek
| Cím                                              | Év            | Rendező(k)                | For.          |
| Fő előadóként                                    | Fő előadóként | Fő előadóként             | Fő előadóként |
| ------------------------------------------------ | ------------- | ------------------------- | ------------- |
| Old Town Road (Billy Ray Cyrus közreműködésével) | 2019          | Calmatic                  | [ 61 ]        |
| Panini                                           | 2019          | Mike Diva                 | [ 62 ]        |
| Rodeo (Nas közreműködésével)                     | 2020          | Bradley & Pablo           | [ 63 ]        |
| Holiday                                          | 2020          | Gibson Hazard & Lil Nas X | [ 64 ]        |
| Montero (Call Me By Your Name)                   | 2021          | Tanu Muino                | [ 65 ]        |
| Sun Goes Down                                    | 2021          | Lil Nas X & Psycho Films  | [ 66 ]        |
| Industry Baby (Jack Harlow közreműködésével)     | 2021          | Christian Breslauer       | [ 67 ]        |
| Thats What I Want                                | 2021          | Stillz                    | [ 68 ]        |
| Late to da Party                                 | 2022          | Gibson Hazard             | [ 69 ]        |